# البلابيش
قرى البلابيش تتبع مركز دار السلام بمحافظة سوهاج وتنقسم لثلاث قرى، البلابيش المستجدة والبلابيش بحري والبلابيش قبلي، وتقع أقصى جنوب مركز دار السلام. وهي واحدة من أهم فروع قبيلة هوارة العربية الشهيرة.

## تعداد السكان حسب احصائية 2006
- البلابيش المستجدة: 11003
- البلابيش بحري: 12594
- البلابيش قبلي: 15129